# 13079 Toots
13079 Toots (tên chỉ định: 1992 CD3) là một tiểu hành tinh vành đai chính. Nó được phát hiện bởi Eric Walter Elst ở Đài thiên văn La Silla ở Chile ngày 2 tháng 2 năm 1992. Nó được đặt theo tên Toots Thielemans, a Belgian jazz musician.